# Wilhelmgümbelita
La wilhelmgümbelita és un mineral de la classe dels fosfats. Rep el seu nom del Dr. Carl Wilhelm von Gümbel (1823-1898). Va ser designat a Múnic l'any 1851 pel rei Maximilià II de Baviera per dirigir els estudis geològics del regne de Baviera durant més de 47 anys. El mapatge geològic de Baviera es va convertir en l'obra de la seva vida, publicada en diversos volums complets que van ser impresos entre 1861 i 1891. El seu segon volum Geognostische Beschreibung des Ostbayerischen Grenzgebirges oder des Bayerischen und Oberpfälzer Waldgebirges, publicat el 1868, va esdevenir una contribució essencial a la investigació mineralògica i geològica de les pegmatites i els seus minerals a les zones de l'est de Baviera.

## Característiques
La wilhelmgümbelita és un fosfat de fórmula química ZnFe2+Fe₃3+(PO₄)₃(OH)₄(H₂O)₅·2H₂O. Va ser aprovada com a espècie vàlida per l'Associació Mineralògica Internacional l'any 2015. Cristal·litza en el sistema ortoròmbic. Es troba en forma de cristalls radials en llistons rectangulars en forma d'agulla, de fins a 0,2 mil·límetres de longitud. És un mineral relacionat amb la schoonerita, sent una forma oxidada de la schoonerita amb Mn2+ substituït en gran manera per Fe3+. Químicament és similar a la fosfofilita, la plimerita, la steinmetzita, la zinclipscombita i la zincoberaunita.

## Formació i jaciments
Es troba a la zona oxidada en pegmatites de granit que contenen fosfat, probablement formada a partir de la schoonerita. Va ser descoberta a Hagendorf, a Waidhaus, a la regió de l'Alt Palatinat (Bavària, Alemanya), l'únic indret on ha estat trobada aquesta espècie. Sol trobar-se associada a altres minerals com: steinmetzita, quars, moscovita, mitridatita, jahnsita, calcofanita, apatita i albita.